# Poble escalonat
Poble escalonat és un quadre de Joaquim Mir pintat a Maspujols cap a 1909 que actualment forma part de la col·lecció permanent del Museu Nacional d'Art de Catalunya.

## Descripció
Després d'una estada a Mallorca i d'un breu parèntesi a l'Institut Psiquiàtric Pere Mata de Reus, on va estar ingressat durant gairebé dos anys, Mir es va establir uns anys al Camp de Tarragona. Les poblacions de l'Aleixar i Maspujols van esdevenir, fins al 1914, el centre de les creacions més sòlides d'aquesta etapa i de la seva producció en general. Un exemple singular és Poble escalonat, una de les millors i més extraordinàries pintures de l'artista, en la qual l'esclat cromàtic, en estat pur, és un viu reflex de les seves vivències interiors.
La manera tan innovadora d'interpretar el paisatge en aquesta pintura és fruit del geni d'un artista capaç de concentrar en una visió panoràmica de la natura un extraordinari talent descriptiu, una facilitat innata per copsar una atmosfera enlluernadora i una manera original d'aplicar les taques de colors, vibrants i atrevits, amb harmòniques gradacions cromàtiques. La sensibilitat de Mir, en definitiva, va transformar un indret concret, els voltants de Maspujols, en uns focs d'artifici que provoquen sensacions noves i profundes. Per això Mir, capdavanter de la segona generació de pintors modernistes i el més avantguardista de tots ells, no és només el paisatgista més genial de la seva generació, sinó que probablement és també el millor de tota la pintura catalana moderna.